# Jaderná elektrárna Fugen
Jaderná elektrárna Fugen (japonsky ふげん, Fugen) je vyřazená jaderná elektrárna v Japonsku. Nachází se poblíž města Curuga v prefektuře Fukui. Elektrárna byla vyřazena z provozu 29. března 2003 a od té doby je ve fázi vyřazování z provozu, přičemž dochází k rozebrání elektrárny. Provozovatelem a vlastníkem elektrárny byla Japonská agentura pro atomovou energii (nezaměňovat s agenturou pro jadernou bezpečnost). Elektrárna byla pojmenována po japonském bódhisattvu Samantabhadra. Elektrárna zaměstnávala až 256 osob a rozkládala se na pozemku 267 694 m².

## Historie a technické informace

### Počátky
Přípravné práce na místě začaly 1. prosince 1970, kdy začal být upravován terén. Výstavba samotného bloku byla zahájena 10. května 1972. První kritičnosti reaktor dosáhl dne 20. března 1978, do sítě byl blok synchronizován 29. července 1978 a komerční provoz nastal 20. března 1979. Hrubý výkon elektrárny byl 168 MW a čistý, který byl odeslán do sítě po odečtení vlastní spotřeby bloku činil 148 MW.

### Technologie
Elektrárna Fugen je zcela unikátní. Byla vybavena jedním pokročilým tepelným reaktorem (ATR) vyvinutým v Japonsku. Použitý reaktor může využívat různá paliva od přírodního uranu až po směsný oxid paliva MOX. Elektrárna byla plánována jako součást plutoniového cyklu.
Jelikož se jedná o prototyp, vlastníkem není žádná elektrárenská společnost, ale Japonský institut pro rozvoj jaderného cyklu, jež je součástí Japonské agentury pro atomovou energii. Reaktor byl také využíván pro vývoj nových palivových článků, jelikož pracoval na směs MOX.
Od roku 1995 bylo jasné, že žádné podobné reaktory již postaveny nebudou, protože byly příliš ekonomicky nákladné ve srovnání s lehkovodními reaktory. Z tohoto důvodu byl reaktor naposledy vypnut 29. března 2003. Za 25 let provozu získala jaderná elektrárna ocenění Historic Landmark Award od American Nuclear Society (ANS).

### Demontáž
Žádost o povolení k rozebrání reaktoru byla podána v květnu 2005. Ke schválení došlo příslušnými úřady dne 12. února 2008. Demontáž započala krátce poté stále trvá (2025). Hotovo má být v roce 2040.
Před demontáží reaktoru došlo k překvapení; v říjnu 2006 se zjistilo, že důležité stěny nemají dostatečný odpor na 25 z celkových 34 měřících bodech. Standardní odporová síla je 22 newtonů, ale byly naměřeny i hodnoty jako 10.

### Incidenty
Dne 14. až 16. dubna 1997 došlo k úniku tritia. Incident byl nahlášen, ale se zpožděním 30 hodin. Následným vyšetřováním bylo zjištěno, že podobných incidentů již bylo jedenáct. Pět manažerů provozovatele muselo opustit svá místa.
Dne 8. dubna 2002 z vadného potrubí uniklo asi 200 m³ radioaktivní páry. Reaktor musel být dočasně odstaven.

## Informace o reaktorech
| Reaktor | Typ reaktoru | Výkon  | Výkon  | Zahájení výstavby | Připojení k síti | Uvedení do provozu | Uzavření    |
| Reaktor | Typ reaktoru | Čistý  | Hrubý  | Zahájení výstavby | Připojení k síti | Uvedení do provozu | Uzavření    |
| ------- | ------------ | ------ | ------ | ----------------- | ---------------- | ------------------ | ----------- |
| Fugen-1 | ATR          | 148 MW | 168 MW | 10. 5. 1972       | 29. 7. 1978      | 20. 3. 1979        | 29. 3. 2003 |